# ひよこたちの天使
『ひよこたちの天使』（ひよこたちのてんし）は、1996年4月15日から5月31日まで、TBS「花王 愛の劇場」枠にて放送された日本の昼ドラマである。

## キャスト
- 香子:芳本美代子
- 伸江:香山美子
- 井田州彦（後の井田國彦）
- 橋本巧
- 相本久美子
- 高沢順子
- みどり:網浜直子
- 風見章子
- 高杢禎彦
- 鶴久政治
- 広岡由里子
- 湯浅実
- 高橋:本田豊
- 佐藤ありか
- 大島優子[注釈 1]

## スタッフ
- 脚本 - 塩田千種、国沢真理子
- 制作 - TBS、東京映画新社

## 主題歌
「Here I am 〜泣きたい時は泣けばいい〜」
作詞 - 秋元康 / 作曲 - 川島だりあ / 編曲 - 新川博 / 歌 - 酒井法子